# Nimnica
Nimnica (maďarsky Nemőc, do roku 1902 Nimnic) je obec v okrese Púchov na Slovensku. Žije zde 716 obyvatel. První písemná zmínka o obci pochází z roku 1408.
V Nimnici se nacházejí nejmladší slovenské lázně, které jsou situovány nad vodní nádrží Nosice, mezi Púchovem a Považskou Bystricí. Lázeňská lokalita sestává z léčebných domů rozmístěných v lázeňském lesoparku. Léčebné domy jsou situované na výběžku pohoří Javorníky, zasahujícího do prostoru vodní nádrže Nosice.